# Off the Ground (canción)
«Off the Ground» es una canción de Paul McCartney, incluido en el disco homónimo, publicado el 1 de febrero de 1993. El video puede verse en la colección de DVD The McCartney Years. El video fue filmado por Industrial Light & Magic . Algunas escenas detrás de cámaras se pueden ver en la salida del VHS de impresión, Movin 'On. Este muestra "Soggy Noodle", una pieza corta acústica interpretada como una introducción que se puede encontrar como un lado B en el sencillo.

## lista de temas

### Sencillo en 7"
- «Off the Ground»
- «Cosmically Conscious»

### Sencillo en CD
- «Off the Ground»
- «Cosmically Conscious»
- «Style Style»
- «Sweet Sweet Memories»
- «Soggy Noodle»